# Rue de Cronstadt (Nancy)
Pour les articles homonymes, voir Rue de Cronstadt.
La rue de Cronstadt est une voie de la commune de Nancy, dans le département de Meurthe-et-Moselle, en région Lorraine.

## Situation et accès
La rue de Cronstadt est située à l'ouest de la cité de Nancy, au sein du quartier administratif Poincaré - Foch - Anatole France - Croix de Bourgogne et à proximité de Laxou.

## Origine du nom
Elle a été ainsi nommée en souvenir de la première réception de l'escadre française dans les eaux russes, au port de Cronstadt, en 1892.

## Historique
Cette voie a été créée sous son nom actuel en 1894.